# Ich bin meine eigene Frau
Pour plus de détails, voir Fiche technique et Distribution.
Ich bin meine eigene Frau est un film semi-documentaire de Rosa von Praunheim réalisé en 1992. Basé sur l'autobiographie éponyme sortie la même année, le film retrace la vie de la collectionneuse et activiste transgenre Charlotte von Mahlsdorf, à la fois actrice principale et narratrice du film.

## Synopsis
Dans un mélange de documentaire et de fiction, Rosa von Praunheim fait le portrait de la collectionneuse Charlotte von Mahlsdorf, qui se définit comme Transvestit, un être féminin dans un corps masculin.
Née en 1928 sous le nom de Lothar Berfelde, Charlotte grandit à l'époque du national-socialisme et ne trouve de compréhension qu'auprès de sa tante lesbienne qui vit en Prusse orientale. Cette dernière lui laisse porter ses robes et parcourir sa bibliothèque. Charlotte y découvre la notion de Transvestit dans un livre du sexologue Magnus Hirschfeld.
Son père est quant à lui un homme autoritaire et violent, et lorsqu'il menace toute la famille, Charlotte le tue. Elle est placée en hôpital psychiatrique puis dans une prison pour mineurs, et échappe à un peloton d'exécution de la SS juste avant la fin de la guerre. 
Après la guerre, elle travaille à Berlin-Est comme employée chez le collectionneur Herbert von Zitzenau, et commence sa propre collection d'objets du XVIIIe siècle. Elle restaure le château de Friedrichsfelde, où elle organise des soirées travesties avec des amis homosexuels, avant d'être expulsée du lieu par les autorités de la RDA.
Elle rénove quelques années plus tard un manoir à Mahlsdorf, dans la banlieue berlinoise, et y crée le seul musée privé de la RDA, entièrement aménagé dans le style Gründerzeit. Elle sauve également de la démolition l'intérieur du Mulackritze (de), un bistrot berlinois du quartier de Scheunenviertel, en le transportant pièce par pièce dans le sous-sol de son musée.
Entre temps elle rencontre Jochen dans une tasse berlinoise, qui devient très vite son amant, avec lequel elle a une pratique active du sadomasochisme. Leur relation dure jusqu'à la mort de ce dernier.
En 1989, Charlotte, déjà âgée, joue un petit rôle dans le premier et seul film gay de RDA : Coming Out, de Heiner Carow. La première du film coïncide jour pour jour avec la chute du mur de Berlin.
Dans le Berlin réunifié, elle organise la première fête du printemps homosexuelle regroupant des gay et lesbiennes est- et ouest-allemandes. L'année suivante, lors de la seconde édition, des néonazis armés infiltrent l'évènement et attaquent frontalement les participantes et participants.
Le film se termine la croix fédérale du Mérite qui lui est remise par les autorités allemandes, et par la citation "Ich bin eine absolut glückliche Person; Ich bin meine eigene Frau" (Je suis une personne absolument heureuse ; je suis ma propre femme).

## Fiche technique
- Titre original : Ich bin meine eigene Frau
- Réalisation : Rosa von Praunheim
- Scénario : Rosa von Praunheim
- Durée : 94 minutes
- Société de production : Filmproduktion (Berlin)
- Co-production : Scala Z Filmproduktion GmbH (München)
- Caméra : Lorenz Haarmann
- Montage : Mike Shephard
- Musique : Joachim Litty
- Date de sortie : 1992

## Distribution
- Charlotte von Mahlsdorf : Charlotte von Mahlsdorf
- Jens Taschner : Charlotte entre 15 et 17 ans
- Ichgola Androgyn : Charlotte entre 20 et 40 ans
- Robert Dietl: Zitzenau
- Beate Jung : la collaboratrice lesbienne de Charlotte
- Sylvia Seelow : l'autre collaboratrice lesbienne de Charlotte
- Evelyn Cron : la Tante Luise
- Utz Krause : le père de Charlotte
- Rainer Luhn : Jochen, l'amant de Charlotte
- Heiner Carow : Heiner Carow
- Tima die Göttliche : Tima die Göttliche
- Lina Androwna : Lina Androwna
- Ovo Maltine : Ovo Maltine
- Bert Pesalla : Bert Pesalla
- Andreas Schröck : Andreas Schröck
- Valentin Passoni : Valentin Passoni
- Joachim Stargard : Joachim Stargard